# Tyumenyi terület
A Tyumenyi terület (oroszul Тюменская область) az Oroszországi Föderáció tagja Nyugat-Szibéria régiójában.
Székhelye Tyumeny. 2010-ben népessége 1 340 608 fő volt.

## Történelem
Területe a 15–16. század folyamán a Szibériai Kánság része volt.

## Népesség
A lakosság döntő többsége orosz nemzetiségű, de más nemzetiségek is lakják, jelentős a tatár, az ukrán, a kazah és a német kisebbség száma is.
Nemzetiségi összetétel:
|          | 1959-es népszámlálás | 2002-es népszámlálás | 2010-es népszámlálás |
| -------- | -------------------- | -------------------- | -------------------- |
| oroszok  | 776 406              | 1 091 571            | 1 066 066 (79,5%)    |
| tatárok  | 65 416               | 106 954              | 102 587 (7,7%)       |
| ukránok  | 11 359               | 22 054               | 16 988 (1,3%)        |
| kazahok  | 6 186                | 12 977               | 13 232 (1%)          |
| németek  | 21 158               | 16 320               | 12 048 (0,9%)        |
| összesen | 905 866              | 1 325 018            | 1 340 608            |

## Politikai vezetés
A Tyumenyi terület élén a kormányzó áll:
- Vlagyimir Vlagyimirovics Jakusev: 2005. november 24. – 2018. május 18.
- Alekszandr Viktorovics Moor: 2018. május 29. – a kormányzói feladatokat ideiglenesen ellátó megbízott. Megbízatása a következő kormányzói választásig szólt.[3] Kormányzónak megválasztva 2018. szeptember 9-én.[4]

## Városok
- Tyumeny, a terület fővárosa,
- Zavodoukovszk
- Isim
- Tobolszk
- Jalutorovszk

## Járások
- Abatszkojei járás,
- Armizonszkojei járás
- Aromasevói járás
- Berdjuzsjei járás
- Vagaji járás
- Vikulovói járás
- Golismanovói járás
- Iszetszkojei járás
- Isimi járás
- Kazanszkojei járás
- Nyizsnyaja Tavda-i járás
- Omutinszkojei járás
- Szladkovói járás
- Szorokinói járás
- Tobolszki járás
- Tyumenyi járás
- Uvati járás
- Uporovói járás
- Jurginszkojei járás
- Jalutorovszki járás
- Jarkovói járás